# Tamerlano (Piovene)
Tamerlano oder Bajazet ist ein Libretto zu einer Opera seria (Originalbezeichnung: „Tragedia per musica“) in drei Akten von Agostino Piovene. Erstmals aufgeführt wurde das Werk in der Vertonung von Francesco Gasparini am 24. Januar 1711 im Teatro San Cassiano in Venedig. Bis 1810 entstanden fast 40 Vertonungen.

## Handlung
Der türkische Sultan Bajazet (Bayezid I.) wurde vom Tartaren-Herrscher Tamerlano (Timur) besiegt und zusammen mit seiner Tochter Asteria gefangen genommen. Letztere liebt den griechischen Prinzen Andronico, einen Verbündeten Tamerlanos. Doch auch Tamerlano begehrt Asteria und löst ihretwegen seine Verlobung mit Irene, der Prinzessin von Trapezunt. Um Irene zu entschädigen, beschließt er, sie mit Andronico zu vermählen und den beiden die Herrschaft über das eroberte Byzanz zu überlassen. Bajazet ist zutiefst empört über dieses Verhalten. Er will seine Tochter unter keinen Umständen mit seinem Feind verheiratet wissen. Asteria wiederum fühlt sich von Andronico verraten, da sie glaubt, dass er mit dem Plan einverstanden ist. Von Bajazet unter Druck gesetzt, willigt sie schließlich in die Hochzeit ein – doch nur zum Schein, denn sie beabsichtigt, Tamerlano zuvor zu ermorden. Ihren ersten Anschlag gibt sie selbst auf, als sie von einem Zornesausbruch ihres Vaters getroffen wird. Einen zweiten Mordversuch vereitelt Irene. Angesichts der drohenden Demütigung seiner überführten Tochter tötet Bajazet sich selbst. Als daraufhin Irene und Andronico Tamerlano um Gnade für Asteria bitten, gibt dieser nach und sorgt für ein glückliches Ende: Andronico und Asteria dürfen heiraten und erhalten den Thron von Byzanz. Er selbst bekennt sich wieder zu Irene.
Die folgende Inhaltsangabe basiert auf der von Francesco Gasparini vertonten Urfassung des Librettos von 1711.

### Erster Akt
Lustgarten im Königspalast von Bursa, der Hauptstadt von Bithynien, besetzt von Tamerlano nach der Niederlage gegen die Türken
Szene 1. Tamerlanos Verbündeter Andronico gestattet dem gefangenen Bajazet einen Moment der Freiheit. Bajazet weiß das nicht zu schätzen – er zieht den Tod einem Leben in Gefangenschaft vor. Er weiß von der Liebe Andronicos zu seiner Tochter Asteria und unterstützt diese Verbindung (Arie Bajazet: „Custodite per mia filia“).
Szene 2. Andronico befürchtet, dass sich Bajazet etwas antun könnte. Daher bittet er seinen Vertrauten Leone, den Sultan nicht aus den Augen zu lassen. Leone weist Andronico darauf hin, dass er nach Bajazets Tod Aussichten auf die Krone von Byzanz habe und Asteria dann noch würdiger erscheinen werde. Doch Andronico ist Asterias Wohlergehen wichtiger als seine eigene Macht.
Szene 3. Tamerlano ernennt Andronico zum griechischen Kaiser. Statt nach Byzanz abzureisen, zieht es Andronico jedoch vor, bei Tamerlano zu bleiben, um von ihm das Kriegshandwerk zu lernen. Tamerlano stimmt zu. Er trägt Andronico auf, sich um Bajazet zu bemühen, um ihn zur Kooperation zu bewegen. Auch Tamerlano liebt nämlich dessen Tochter Asteria. Er will dazu seine Verlobung mit Irene auflösen und diese Andronico überlassen (Arie Tamerlano: „Svenerò con l’odio antico“).
Szene 4. Andronico gerät in einen Gewissenskonflikt zwischen seiner eigenen Liebe zu Asteria und seinen Verpflichtungen Tamerlano gegenüber (Arie Andronico: „Bella Asteria, il tuo Cor mi difenda“).
Die für Bajazet und Asteria bestimmten Gemächer im Palast Tamerlanos
Szene 5. Asteria klagt bei ihrer Vertrauten Zaida über ihr Schicksal als Gefangene Tamerlanos. Selbst ihr Geliebter Andronico scheint nur noch an seine eigenen Machtgelüste zu denken (Arie Asteria: „Se non mi vuol amar“).
Szene 6. Tamerlano erklärt Asteria seine Liebe und verspricht ihr und Bajazet die Freiheit, sofern sie sich einverstanden erklärt, ihn zu heiraten. Falls sie jedoch ablehne, werde sein Zorn sie und ihren Vater treffen. Andronico verhandele bereits mit Bajazet darüber. Die entsetzte Asteria kann nicht glauben, dass ihr Vater und ihr Geliebter damit einverstanden sind. Sie will vor ihrer Einwilligung mit Andronico sprechen. Tamerlano gesteht ihr Bedenkzeit zu (Arie Tamerlano: „Dammi pace, volto amato“).
Szene 7. Asteria fühlt sich von Andronico verraten.
Szene 8. Bajazet glüht geradezu vor Zorn über das Ansinnen Tamerlanos. Er teilt seiner Tochter mit, dass er es in ihrem Sinne zurückgewiesen habe. Asteria vermisst eine ebenso entschiedene Absage Andronicos, dem sie seinen Verrat vorwirft. Sie erkennt nicht, dass Andronico sie und ihren Vater lediglich vor dem Zorn Tamerlanos schützen will. Bajazet jedoch geht lieber in den Tod, als seine Tochter dem Feind auszuliefern (Arie Bajazet: „Cielo e terra armi di sdegno“).
Szene 9. Die heftig verstimmte Asteria verbietet Andronico, Tamerlano ihre Entscheidung mitzuteilen (Arie Asteria: „Deh lasciatemi il Nemico“).
Szene 10. Leone meldet Andronico die Ankunft Irenes. Tamerlano habe befohlen, dass er sie begrüßen solle, da er nun ihr Bräutigam sei. Leone rät ihm, sie freundlich zu behandeln, auch wenn er sie nicht heiraten wolle.
Szene 11. Irene ist empört, anstelle von ihrem Verlobten Tamerlano von Andronico und Leone empfangen zu werden. Die beiden teilen ihr Tamerlanos Pläne mit. Leone versucht sie damit zu beruhigen, dass Andronicos Reich zusammen mit dem ihrigen das von Tamerlano in den Schatten stellen werde. Da Irene sich jedoch nicht so leicht besänftigen lässt, rät ihr Andronico, sich als ihre eigene Botschafterin auszugeben, um inkognito bei Tamerlano um ihre Rechte zu kämpfen. Irene beschließt, diesem Plan zu folgen (Arie Irene: „Vengo di quel crudele“).
Szene 12. Asteria zweifelt an der Treue Andronicos. Sie schickt Zaida zu Tamerlano, um eine Unterredung zu erbitten (Arie Asteria: „Padre amato, vò perdono“).

### Zweiter Akt
An das Gemach Tamerlanos angrenzende Galerie
Szene 1. Tamerlano dankt Andronico für seine vermeintlich erfolgreiche Vermittlung bei Asteria. Deren Vertraute Zaida habe ihm bestätigt, dass sie in die Heirat eingewilligt habe. Er ist sich sicher, dass auch Bajazet seine Meinung ändern werde, sobald er Asteria den Thron besteigen sieht (Arie Tamerlano: „Bella gara, che faranno“).
Szene 2. Andronico versichert Leone, dass er Asteria noch immer liebe. Er glaubt, sie habe ihn verraten, und will sie mit ihrem Vater konfrontieren.
Szene 3. Asteria und Andronico machen sich gegenseitig Vorwürfe. Beide versuchen, einander ihre Motive zu erklären. Andronico verspricht, öffentlich gegen ihre Hochzeit mit Tamerlano einzutreten, auch wenn ihn das das Leben koste. Asteria glaubt ihm nicht (Arie Asteria: „Non è più tempo nò“).
Szene 4. Andronico klagt über den Verlust Asterias. Seine letzte Hoffnung ist die Entschlossenheit Bajazets (Arie Andronico: „Non vi spero placate“).
Das Zelt öffnet sich, und man sieht in der Mitte Tamerlano und Asteria an einer Seite auf Polstern sitzend
Szene 5. Irene betritt als ihre eigene Botschafterin verkleidet Tamerlanos Zelt. Schon dass er sie nur in Gegenwart Asterias anhören will, empört sie. Als Asteria darauf ihr Einverständnis zur Hochzeit mit Tamerlano gibt, ruft Irene aus, dass seine Hand bereits versprochen sei. Tamerlano entschuldigt seine Entscheidung damit, dass er Irene einen nicht weniger wertvollen Thron zuweise. Er erklärt, dass er Irene nur dann heiraten werde, wenn ihm Asteria nicht mehr gefalle (Arie Tamerlano: „Colpa non è“).
Szene 6. Asteria versichert Irenes vermeintlicher Gesandten, dass sie keineswegs die Absicht habe, Tamerlano zu heiraten. Sie werde ihm schon zu missfallen wissen (Arie Asteria: „Vado al foglio dell’indegno“).
Szene 7. Der Eunuchen-Hauptmann Tamur verspricht Irene, Asteria im Auge zu behalten. Irene liebt Tamerlano noch immer (Arie Irene: „Par che mi nasca in seno“).
Szene 8. Bajazet erfährt zu seiner Bestürzung von Andronico, dass seine Tochter das Angebot seines Feindes Tamerlano angenommen hat (Arie Bajazet: „A suoi piedi Padre esangue“).
Saal mit zwei Thronen
Szene 9. Zur Hochzeitszeremonie haben Tamerlano und Asteria auf dem Thron Platz genommen. Der zornige Bajazet unternimmt einen letzten Versuch, die Heirat zu verhindern. Er sei auch in Gefangenschaft immer noch Herr über seine Tochter. Tamerlano lässt sich nicht einschüchtern. Asteria zuliebe verzichtet er auf die Todesstrafe, verlangt jedoch die Unterwerfung Bajazets. Asteria bittet ihren Vater um Verzeihung, kann ihm ihren eigentlichen Plan aber noch nicht offenbaren. Bajazet sagt sich von ihr los. Andronico schweigt.
Szene 10. Die zusammen mit Leone eingetroffene und immer noch verkleidete Irene besteht darauf, dass ihrer Herrin der Thron zustehe. Tamerlano erklärt, dass er Irene nur dann heiraten werde, wenn Asteria verzichte. Irene wirft Bajazet, Andronico und Tamerlano vor, Asteria im Stich zu lassen. Bajazet hält eine flammende Rede gegen seine Tochter, die er noch nach seinem Tod in ihren Träumen heimsuchen werde, um sie für ihren Verrat zu strafen. Erschüttert von diesen Worten steigt Asteria vom Thron herab und offenbart den Anwesenden ihren nun gescheiterten Plan: Sie hatte der Hochzeit nur zum Schein zugestimmt, um eine Gelegenheit zu erhalten, Tamerlano zu ermorden. Irene, Bajazet und Andronico loben sie für ihre Standhaftigkeit. Tamerlano verurteilt sie und ihren Vater zum Tod (Terzett Asteria/Tamerlano/Bajazet: „Sì crudel! Questo è l’amore“).
Szene 11. Nachdem sich Tamerlano zurückgezogen hat, fragt Asteria ihren Vater, ob er sie noch immer verachte. Bajazet versichert ihr, dass sie ihn vom Gegenteil überzeugt habe. Dafür hasse er Tamerlano nun umso mehr (Arie Bajazet: „Nò. Il tuo sdegno mi placò“).
Szene 12. Auch Andronico ist nun Asterias Treue überzeugt (Arie Andronico: „Nò, che del tuo gran cor“)
Szene 13. Irene bestätigt Asteria, dass sie eine großherzige Seele hat (Arie Irene: „Nò, che à un alma generosa“).
Szene 14. Zaida fragt Asteria, warum sie ihren Racheplan aufgegeben habe. Asteria erklärt, dass sie das Leid ihres Vaters nicht länger ertragen konnte. Ach wenn sie Tamerlano nicht getötet habe, fühle sie sich doch gerächt, da sie sein Herz verletzt habe (Arie Asteria: „Cor di Padre, e cor d’Amante“).

### Dritter Akt
Hof des Serails, in dem Bajazet und Asteria bewacht werden
Szene 1. Bajazet gibt seiner Tochter Gift, mit dem sie sich töten will, falls Tamerlano ihr zu nahe kommen sollte. Er selbst will ihr beim ersten unglücklichen Vorzeichen in den Tod vorangehen oder folgen (Arie Bajazet: „Sù la sponda del pigro Lete“).
Szene 2. Asteria teilt Zaida mit, dass sie entschlossen ist, sich zu töten, um dem Tyrannen zu entgehen.
Szene 3. Tamerlano teilt Andronico mit, dass er Asteria trotz allem immer noch liebt. Andronico soll ihr ausrichten, dass er ihr vergebe und sie weiterhin heiraten wolle. Andronico weigert sich. Er nimmt all seinen Mut zusammen und offenbart Tamerlano seine eigene Liebe für Asteria. Er werde Tamerlanos Ansinnen nicht länger unterstützen. Asteria, die das Gespräch unbemerkt angehört hat, tritt hervor und bekennt sich zu Andronico. Der so gedemütigte Tamerlano beschließt, die Hinrichtung Bajazets zu beschleunigen und Asteria mit seinem niedrigsten Sklaven zu verheiraten. Asteria fleht ihn auf den Knien an, ihren Vater nicht für ihre eigene Schuld büßen zu lassen.
Szene 4. Bajazet fordert seine Tochter auf, sich zu erheben. Sie dürfe sich nicht vor ihrem Feind demütigen. Tamerlanos Zorn kennt nun keine Grenzen mehr. Er befiehlt, Bajazet und Asteria in seinen Speisesaal zu bringen, wo Andronico Zeuge ihrer Demütigung werden soll (Arie Tamerlano: „Nella Figlia, e nell’ Amata“).
Szene 5. Bajazet ist enttäuscht darüber, dass Asteria sich vor Tamerlano erniedrigt und Andronico nichts dagegen unternommen hat. Er versichert, dass er selbst mutiger handeln werde.
Szene 6. Asteria verabschiedet sich schmerzerfüllt von Andronico (Arie Asteria: „Se sentite al morir mio“).
Szene 7. Leone rät Andronico, von seiner Liebe zu Asteria abzulassen, da er sonst sowohl sie als auch seine Krone verlieren werde. Für Andronico ist Asteria jedoch weitaus wichtiger als die Macht (Arie Andronico: „È troppo bella la bella mia“).
Für die Tafel Tamerlanos vorbereiteter Saal mit der gesamten Garde
Szene 8. Tamur rät Irene, die Gelegenheit zu nutzen, um Tamerlano wieder für sich zu gewinnen (Arie Irene: „Crudel poi non son io“).
Szene 9. Tamerlano teilt Bajazet mit, dass er in Kürze das Urteil über ihn und Asteria verkünden werde.
Szene 10. Tamerlano befiehlt Asteria, die noch kurz zuvor selbst auf dem Thron gesessen hatte, ihn bei Tisch zu bedienen. Er lässt ihr dazu einen Kelch geben, in den Asteria heimlich das von ihrem Vater erhaltene Gift gießt.
Szene 11. Irene, die Asteria beobachtet hatte, warnt Tamerlano vor dem vergifteten Trank und gibt sich ihm zu erkennen. Asteria fordert Tamerlano auf, trotz Irenes Verdacht aus dem Kelch zu trinken, doch Tamerlano verlangt, dass sie oder ihr Vater vorkosten müsse. Asteria beschließt, das Gift selbst zu trinken. Andronico schlägt ihr den Becher aus der Hand. Tamerlano lässt sie festnehmen, um sie vor den Augen ihres Vaters den Sklaven auszuliefern. Bajazet entfernt sich empört (Arie Bajazet: „Empio, per farti guerra“).
Szene 12. Tamerlano bekennt sich wieder zu seiner Verlobung mit Irene.
Szene 13. Leone meldet, dass Bajazet Gift genommen habe und in Gegenwart Asterias im Sterben liege. Angesichts des Todes seines Feindes vergibt Tamerlano Andronico. Er besteht aber weiterhin auf einer Bestrafung Asterias.
Szene 14. Asteria verkündet den Tod ihres Vaters. Sie fordert Tamerlano verzweifelt auf, nun auch sie zu töten (Arie Asteria: „Svena, uccidi, abbatti, atterra“).
Szene 15. Irene und Andronico bitten Tamerlano um Erbarmen für Asteria. Dieser war bereits durch Bajazets Tod und das Leid Asterias milde gestimmt. Er gestattet ihr und Andronico die Hochzeit und überlässt ihnen den Thron von Byzanz. Alle feiern den wiederhergestellten Frieden (Schlusschor: „Coronata di gigli e di rose“).

## Gestaltung
Das Libretto behandelt die Niederlage des osmanischen Sultans Bayezid I. gegen den Mongolenherrscher Timur. Dieses Thema war in der damaligen Zeit von großem Interesse in Europa. Erst 1699 hatte der Große Türkenkrieg im Frieden von Karlowitz mit einer Niederlage des Osmanischen Reichs geendet. Schon vor Piovene hatte es andere Opern mit diesem Sujet gegeben. Antonio Salvis Libretto Il gran Tamerlano (ebenfalls nach Pradon) erschien beispielsweise 1706 in Florenz mit Musik von Alessandro Scarlatti und wurde anschließend noch mehrfach vertont (u. a. auch von Gasparini).
Trotz des handlungstragenden äußeren Konflikts zwischen Bajazet und Tamerlano behandelt der Text hauptsächlich allegorische und philosophische Themen und die unterschiedlichen persönlichen Verbindungen der Charaktere. Die Beziehung zwischen Tamerlano und Bajazet ist von Tyrannei und Hass geprägt, diejenige von Asteria und Andronico von aufopferungsvoller und eifersüchtiger Liebe, die von Asteria und Tamerlano sowie Tamerlano und Irene von verschmähter Liebe. Am eindringlichsten dargestellt ist die Vater-Tochter-Beziehung zwischen Bajazet und Asteria, die bis zu einem Selbstmord-Pakt führt. Trotz des versöhnlichen Schlusses endet die Oper mit dem Tod Bajazets tragisch.:97
In vielen Vertonungen wurde für die Rolle des Tyrannen Tamerlano ein Alt-Kastrat oder eine weibliche Altistin vorgesehen. Die Partie des Bajazet übernahm meist ein Tenor. Die Liebenden Asteria, Andronico und Irene waren üblicherweise Sopranstimmen. In den verschiedenen Fassungen des Librettos variierten Anzahl und Namen der Nebenfiguren bzw. Vertrauten.

## Werkgeschichte
Im Sinne der Aufklärung wandten sich zu Beginn des 18. Jahrhunderts die Librettisten von den zuvor sehr beliebten mythologischen Themen ab. Ebenso verzichteten sie auf personifizierte Allegorien und einen Deus ex machina. Viele Einflüsse kamen aus Frankreich, und zwar sowohl von der Oper als auch vom Sprechtheater. Das italienische „Dramma per musica“ wurde nun als „in Musik gekleidete Sprechtragödie“ verstanden. Auch Agostino Piovene bewunderte die französischen Tragiker.:96
Piovenes zweites Opernlibretto Il Tamerlano behandelt ein Sujet aus der Historia byzantina des byzantinischen Geschichtsschreibers Dukas (um 1492), das 1649 in französischer Sprache in Paris herausgegeben worden war. Seine direkte Vorlage war Jacques Pradons Drama Tamerlan, ou la mort de Bajazet (1675), das sich wiederum auf Jean Racines Verstragödie Bajazet (1672) bezieht.
1719 überarbeitete Ippolito Zanelli, Hofdichter in Parma, den Text. Inspiriert von der Darstellung des Tenors Francesco Borosini in der Rolle des Bajazet legte er größeres Gewicht auf die Dramatik von dessen Selbstmord- und Todesszene. Dieses tragische Ende bildete wahrscheinlich das Vorbild für die Schlussszenen von Metastasios Didone abbandonata (1724) und Catone in Utica (1728).
Die erste Vertonung stammt von Francesco Gasparini. Sie wurde am 24. Januar 1711 im Teatro San Cassiano in Venedig uraufgeführt. Bis 1810 entstanden fast 40 Vertonungen, von denen diejenigen Georg Friedrich Händels (Tamerlano, 1724), Antonio Vivaldis (Tamerlano, 1735, Pasticcio) und Josef Mysliveček (Il gran Tamerlano, 1772) auch in jüngerer Zeit gespielt wurden. Gasparini selbst vertonte den Text 1719 ein zweites Mal, nun in der überarbeiteten Fassung von Zanelli. Hiervon ist ein CD-Mitschnitt verfügbar.

## Vertonungen
Folgende Komponisten vertonten dieses Libretto:
| Komponist                                        | Uraufführung                                     | Aufführungsort | Anmerkungen |  |
| ------------------------------------------------ | ------------------------------------------------ | -------------- | --- |  |
| Francesco Gasparini                              | 24. Januar 1711, Teatro San Cassiano:95–111      | Venedig        | als Tamerlano; im Mai 1715 in Verona; am 26.(?) Dezember 1716 im Teatro Cocomero in Florenz; Neufassung am 10. Januar 1719 in Teatro La Fenice in Ancona; Neufassung am 29. April 1719 im Teatro Pubblico in Reggio nell’Emilia als Il Bajazet; Neufassung am 5. Mai 1723 im Teatro San Samuele in Venedig als Bajazette. Die Erstfassung ist nur teilweise erhalten, die Fassung von 1719 dagegen vollständig. |  |
| Fortunato Chelleri                               | Messe 1721, Teatro Dolfin                        | Treviso        | als Tamerlano |  |
| Leonardo Leo                                     | 28. August 1722, Teatro di Palazzo Reale         | Neapel         | als Bajazete imperador de’ turchi; Libretto bearbeitet von Bernardo Saddùmene |  |
| Georg Friedrich Händel → Tamerlano               | 31. Oktober 1724, King’s Theatre am Haymarket    | London         | als Tamerlano; Libretto bearbeitet von Ippolito Zannelli und Nicola Francesco Haym; am 17. September 1725 in der Oper am Gänsemarkt in Hamburg; Neufassung am 4. Mai 1731 im King’s Theatre am Haymarket in London |  |
| Giovanni Antonio Giay                            | 28. August 1727, Teatro Regio Ducale             | Mailand        | als Il Tamerlano |  |
| Anonym, Pasticcio                                | 1729                                             | Lübeck         | Als Tamerlano |  |
| Anonym                                           | 1730, Teatro Privilegiato                        | Wien           | als Intermezzi musicali tratti dal Bajazet in einem Akt |  |
| Nicola Antonio Porpora                           | Karneval 1730, Teatro Regio                      | Turin          | als Tamerlano |  |
| Giovanni Porta                                   | 25. Januar 1730, Teatro della Pergola            | Florenz        | als Il gran Tamerlano |  |
| Giuseppe Clemente de Bonomi                      | 1732, Palazzo del Vice Dominato                  | Ljubljana      | als Il Tamerlano |  |
| Antonio Vivaldi, Pasticcio → Tamerlano           | Karneval 1735, Teatro Filarmonico                | Verona         | als Il Tamerlano |  |
| Anonym                                           | 1738, Teatro di Piazza                           | Vicenza        | als Il Bajazette |  |
| Anonym                                           | 27. Dezember 1738, Teatro Molza                  | Modena         | als Il Bajazette |  |
| Giovanni Colombi                                 | Oktober 1740, Teatro Solerio                     | Alessandria    | als Il Bajazet |  |
| Giovanni Battista Casali                         | 26. Dezember 1740, Teatro Pubblico               | Rimini         | Il Bajazette |  |
| Anonym                                           | 26. Dezember 1740, Teatro Formagliari            | Bologna        | als Il Bajazette |  |
| Andrea Bernasconi                                | 15. Oktober 1742, Teatro San Giovanni Crisostomo | Venedig        | als Baiazet; Neufassung am 12. Oktober 1754 im neuen Hoftheater in München; Neufassung 1762 im Theater in Prag |  |
| Egidio Duni                                      | 8. September 1743, Teatro della Pergola          | Florenz        | als Baiazette, o Tamerlano |  |
| Gioacchino Cocchi                                | 8. Januar 1746, Teatro delle Dame                | Rom            | als Bajazette |  |
| Giovanni Battista Lampugnani                     | 20. Januar 1748, Teatro Regio Ducale             | Mailand        | als Il gran Tamerlano; am 4. Februar 1748 im Teatro della Pergola in Florenz; zur Messe 1748 im Nuovo Teatro dell’illustrissimo pubblico in Reggio |  |
| Anonym                                           | 30. Oktober 1748, Oper am Gänsemarkt             | Hamburg        | als Bajazet |  |
| Niccolò Jommelli                                 | 26. Dezember 1753, Teatro Regio                  | Turin          | als Bajazet |  |
| Gioacchino Cocchi und Giovanni Battista Pescetti | Karneval 1754, Teatro San Samuele                | Venedig        | als Tamerlano |  |
| Anonym, Pasticcio                                | 1755                                             | Lübeck         | als Tamerlano |  |
| Anonym                                           | 22. Januar 1755, Teatro della Pergola            | Florenz        | als Bajazet |  |
| Giuseppe Scolari                                 | 26. Dezember 1763, Teatro Regio Ducale           | Mailand        | als Il Tamerlano |  |
| Giuseppe Sarti                                   | Karneval 1764, Det Kongelige Teater              | Kopenhagen     | als Il gran Tamerlano |  |
| Giuseppe Scarlatti                               | Karneval 1765, Teatro Filarmonico                | Verona         | als Bajazet |  |
| Pietro Alessandro Guglielmi                      | Himmelfahrtsmesse 1765, Teatro San Salvatore     | Venedig        | als Il Tamerlano; Karneval 1767 im Königlichen Theater Prag |  |
| Ferdinando Bertoni                               | 3. Mai 1765, Teatro Ducale                       | Parma          | als Il Bajazetto |  |
| Giacomo Insanguine                               | Herbst 1766, Teatro di Santa Cecilia             | Palermo        | als Bajazette |  |
| Josef Mysliveček → Il gran Tamerlano             | 26. Dezember 1772, Teatro Regio Ducale           | Mailand        | als Il gran Tamerlano |  |
| Antonio Sacchini                                 | 6. Mai 1773, King’s Theatre am Haymarket         | London         | als Tamerlano |  |
| Gaetano Andreozzi                                | 7. Februar 1783, Teatro della Pergola            | Florenz        | als Bajazet |  |
| Anonym, Pasticcio                                | 13. April 1789, Teatro degli Intrepidi           | Florenz        | als Il Bajazet |  |
| Gaetano Marinelli                                | Frühling 1799, Teatro San Benedetto              | Venedig        | als Bajazette |  |
| Giovanni Battista De Luca                        | 13. Januar 1810, Teatro San Carlo                | Neapel         | als Bajazet |  |

## Digitalisate
1. ↑  Francesco Gasparini: Tamerlano. Libretto (italienisch), Venedig 1711. Digitalisat im Museo internazionale e biblioteca della musica di Bologna.
2. ↑  Leonardo Leo: Bajazete imperador de’ turchi. Libretto (italienisch), Neapel 1722. Digitalisat im Museo internazionale e biblioteca della musica di Bologna.
3. ↑  Georg Friedrich Händel: Tamerlano. Libretto (italienisch), Hamburg 1725. Digitalisat der Staatsbibliothek zu Berlin.
4. ↑  Giovanni Antonio Giay: Il Tamerlano. Libretto (italienisch), Mailand 1727. Digitalisat der Biblioteca Nazionale Braidense.
5. ↑  Anonym: Intermezzi musicali tratti dal Bajazet. Libretto (italienisch), Wien 1730. Digitalisat der Biblioteca Nazionale Braidense.
6. ↑  Giovanni Porta: Il gran Tamerlano. Libretto (italienisch), Florenz 1730. Digitalisat der Fondazione Giorgio Cini.
7. ↑  Antonio Vivaldi: Il Tamerlano. Libretto (italienisch), Verona 1735. Digitalisat der Biblioteca Nazionale Braidense.
8. ↑  Anonym: Il Bajazette. Libretto (italienisch), Vicenza 1738. Digitalisat der Biblioteca Nazionale Braidense.
9. ↑  Anonym: Il Bajazette. Libretto (italienisch), Modena 1738. Digitalisat der Biblioteca Nazionale Braidense.
10. ↑  Giovanni Colombi: Il Bajazet. Libretto (italienisch), Alessandria 1740. Digitalisat der Biblioteca Nazionale Braidense.
11. ↑  Giovanni Battista Casali: Bajazette. Libretto (italienisch), Rimini 1740. Digitalisat im Museo internazionale e biblioteca della musica di Bologna.
12. ↑  Anonym: Il Bajazette. Libretto (italienisch), Bologna 1740. Digitalisat im Museo internazionale e biblioteca della musica di Bologna.
13. ↑  Andrea Bernasconi: Baiazet. Libretto (italienisch), Venedig 1742. Digitalisat im Museo internazionale e biblioteca della musica di Bologna.
14. ↑  Gioacchino Cocchi: Bajazette. Libretto (italienisch), Rom 1746. Digitalisat des Münchener Digitalisierungszentrums.
15. ↑  Giovanni Battista Lampugnani: Il gran Tamerlano. Libretto (italienisch), Mailand 1746. Digitalisat im Museo internazionale e biblioteca della musica di Bologna.
16. ↑  Anonym: Bajazet. Libretto (italienisch), Hamburg 1748. Digitalisat der Staatsbibliothek zu Berlin.
17. ↑  Niccolò Jommelli: Bajazet. Libretto (italienisch), Turin 1754. Digitalisat des Münchener Digitalisierungszentrums.
18. ↑  Gioacchino Cocchi, Giovanni Battista Pescetti: Tamerlano. Libretto (italienisch), Venedig 1754. Digitalisat der Biblioteca Nazionale Braidense.
19. ↑  Anonym: Tamerlano. Libretto (italienisch), Lübeck 1755. Digitalisat der Niedersächsischen Staats- und Universitätsbibliothek Göttingen.
20. ↑  Anonym: Bajazet. Libretto (italienisch), Florenz 1755. Digitalisat im Museo internazionale e biblioteca della musica di Bologna.
21. ↑  Giuseppe Sarti: Il gran Tamerlano. Libretto (italienisch/dänisch), Kopenhagen 1764. Digitalisat der Library of Congress.
22. ↑  Pietro Alessandro Guglielmi: Il Tamerlano. Libretto (italienisch), Venedig 1765. Digitalisat der Biblioteca Nazionale Braidense.
23. ↑  Josef Mysliveček: Il gran Tamerlano. Libretto (italienisch), Turin 1772. Digitalisat im Internet Archive.
24. ↑  Antonio Sacchini: Tamerlano. Libretto (italienisch), London 1773. Digitalisat bei ECCO (Eighteenth Century Collections Online, über deutsche Nationallizenz einsehbar).
25. ↑  Anonym: Il Bajazet. Libretto (italienisch), Florez 1789. Digitalisat im Museo internazionale e biblioteca della musica di Bologna.
26. ↑  Giovanni Battista De Luca: Bajazet. Libretto (italienisch), Neapel 1810. Digitalisat des Münchener Digitalisierungszentrums.